# Barnabé (film)
Pour les articles homonymes, voir Barnabé (homonymie).
Pour plus de détails, voir Fiche technique et Distribution.
Barnabé est un film français réalisé par Alexander Esway, sorti en 1938.

## Synopsis
Barnabé (Fernandel), modeste flûtiste, improvisé régisseur d'une troupe de danseuses venues animer une soirée visant à assurer le mariage de la fille de Mme Petit-Durand avec le comte de Marengo (Roland Toutain), prend l'identité du comte à sa demande. 
En effet, celui-ci est amoureux d'une actrice. 
Melle Petit-Durand est également, de son côté, amoureuse d’un autre homme. Et Barnabé s'intéresse à Rose (Paulette Dubost), la fille du garde-chasse (Noël Roquevert), compliquant encore cette soirée pleine de quiproquos.

## Fiche technique
- Titre : Barnabé
- Réalisation : Alexandre Esway
- Assistant-réalisateur : Françoise Giroud
- Scénario : D'après l'opérette Dix-neuf ans de Pascal Bastia (1933)
- Adaptation : Alin Monjardin, Jean Aurenche
- Dialogues : Paul Nivoix
- Photographie : Gérard Perrin, Maurice Pecqueux
- Cadreurs : Charlie Bauer, Marius Raichi
- Montage : André Versein
- Musique : Roger Dumas, Casimir Oberfeld
- Orchestre dirigé par Pierre Chagnon (éditions Paul Beuscher et Bousquet)
- Parolier : Jean Manse
- Danses réglées par Georges Bernard
- Décors : André Barsacq, Pierre Schild
- Son : William Sivel, assisté de Van der Meeren et Léon Thézie
- Administrateur : Pierre Danis
- Directeur de production : Ayres d'Aguiar
- Société de production : Gray-Film
- Société de distribution : Gray-Film
- Tournage du 4 mars à avril 1938 dans les studios Paris-Studio-Cinéma de Billancourt
- Tirage : Laboratoire Lianofilm
- Pays de production :  France
- Format : Noir et blanc — 35 mm — 1,37:1 — Son : Mono  (Western-Electric)
- Genre :  Comédie - Film musical
- Durée : 95 minutes (1 h 35)
- Dates de sortie : 
  - France : 15 mai 1938
- Affiches : Fernand François (France)

## Distribution
- Fernandel : Barnabé, le flûtiste occasionnel
- Marguerite Moreno : La marquise de Marengo
- Andrex : André Dubreuil
- Roland Toutain : Le duc Paul de Marengo
- Jean Temerson : Firmin, le valet de chambre de Mme Petit-Durand
- Charles Deschamps : Le vicomte Adhémar des Estoufettes
- Paulette Dubost : Rose, la fille du garde-chasse
- Noël Roquevert : Hilaire, le garde-chasse
- Claude May : Jackie Petit-Durand, la fille
- Germaine Charley : Mme Léontine Petit-Durand, la mère de Jackie
- Josseline Gaël : Mado
- Lucien Callamand : Ricavel
- Louis Florencie : Amédée Tardivot, l'homme qui veut gifler le duc
- Arthur Devère : Emile
- Max Rogerys
- Victor Vina
- Maxime Fabert
- Robert Guillon
- Raoul Marco
- Les Trois Bernard
- Les Blue-Bell's Girls

## Chansons du film
Les chansons  sont interprétées par Fernandel, Paulette Dubost et Andrex :
- Ne me dis plus tu
- Et tu sûr ?
- Barnabé
- Un baiser Melle Rose (avec P.Dubost)
- Mais avec vous (Andrex et C.May)
- Maquaquita (Andrex)